# 伊薩耶韋
47°28′12″N 30°30′11″E / 47.47000°N 30.50306°E

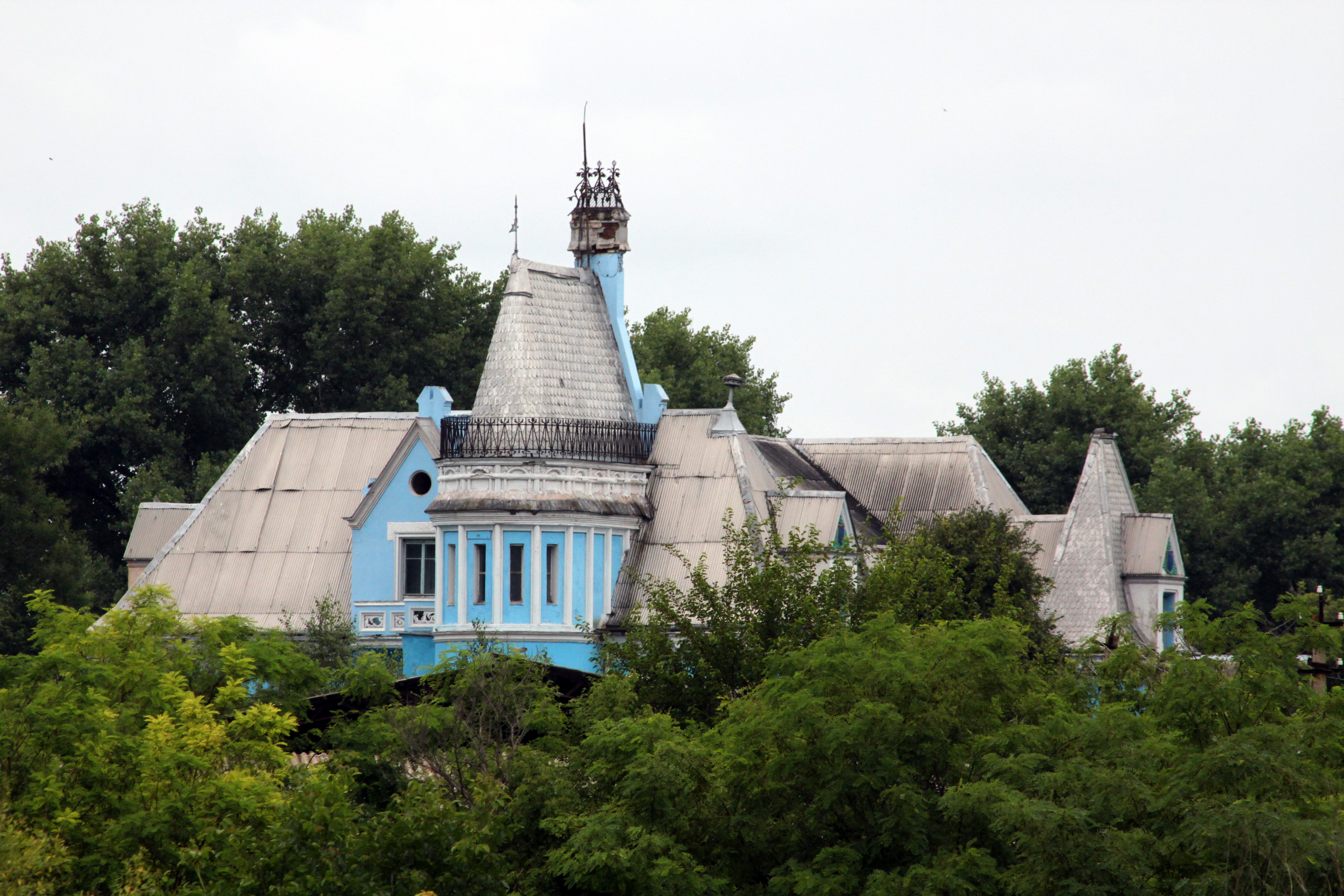

伊薩耶韋（羅馬化：Isaieve）是位於烏克蘭南部敖德萨州贝雷济夫卡区安德里耶沃-伊萬尼夫卡市鎮的村莊。該村始建於1880年，面積0.31平方公里，海拔高度35米，人口1,513，人口密度每平方公里4,864.95人。